# Musica tradizionale cubana
La musica cubana costituisce un patrimonio artistico noto e apprezzato a livello mondiale.
Lo stile di vita dei cubani stessi è strettamente legato alla musica che accompagna pressoché tutti i momenti della vita, in forma sia di canto, sia di ballo, sia di esecuzione strumentale.
L'isola di Cuba ha sviluppato un'ampia gamma di stili musicali creoli, basati sulle origini culturali europee e africane. Fin dal XIX secolo è stata molto popolare e ha influenzato tutto il mondo. In un certo senso è la forma musicale più popolare del mondo, dall'intrica di Cuba, che include strumenti e danze, trae origine dall'Europa e dall'Africa; non rimane nulla delle tradizioni autoctone originarie, tranne per il tabacco, che per i Taino era una droga rituale. Alcuni nomi rimangono di origine indios come Guanabacoa, e la stessa Cuba è la contrazione di Cubanacan, che significa dimora-abitazione.

## Contestualizzazione
A Cuba si era già cercato di formare dei gruppi scolastici. Tale tendenza si è accentuata nel novecento grazie all'influsso esercitato dalla comunità nera che, come sempre in America latina, ha mantenuto quasi intatte le forme musicali africane.
La musica cubana è caratterizzata da tre fondamentali filoni. Il primo è quello del sòn, genere di matrice spagnola e africana. La sua evoluzione ha portato alla nascita, negli anni trenta, di famosissimi gruppi detti septetos e sextetos. Un secondo filone, il danzon, attinge alla tradizione francese ed è una forma dai toni più sommessi e affidata a una strumentazione composta per lo più di strumenti a corda. Il terzo filone è infine attribuibile integralmente alla cultura africana.
Questi tre filoni si sono sviluppati sia grazie agli schiavi africani deportati sull'isola, sia grazie agli immigrati spagnoli in cerca di fortuna. Le danze popolari europee e la musica folk includevano zapateo, fandango, paso doble e retambico. Successivamente apparvero minuetto, gavotta, mazurka, contradanza, e il valzer, ma solo tra la borghesia bianca. Fernando Ortíz fu il primo a descrivere le innovazioni musicali cubane: esse derivano dalla mescolanza transculturale tra gli schiavi africani che lavoravano nelle piantagioni di zucchero e gli spagnoli delle Isole Canarie che coltivavano tabacco nelle loro piccole fattorie. Gli schiavi africani e i loro discendenti crearono molti strumenti a percussione e preservarono i ritmi che avevano conosciuto nella loro patria.
Sicuramente gli strumenti più importanti sono i tamburi, dei quali originariamente ne esistevano 50 tipi diversi; oggi abbiamo bongo, congas e batá (i timbales discendono dai tamburi suonati nelle bande militari spagnole). Parimenti importanti sono le claves, formata da due bastoncini di legno e il Cajon. La clave è usata moltissimo tutt'oggi, mentre il cajon fu usato molto nel periodo in cui il tamburo fu bandito. Oltre a questi ci sono strumenti a percussione che derivano dalle cerimonie religiose africane e anche l'immigrazione cinese contribuì portando la corneta china che è suonato tutt'oggi nei comparsa di Santiago di Cuba.
Il contributo strumentale della Spagna fu la chitarra, ma molto più importanti furono la tradizione per l'annotazione della musica e le tecniche di composizione. L'archivio di Hernando de la Parra fornisce alcune informazioni riguardo alle primissime opere di musica a Cuba. Egli riporta l'utilizzo di strumenti come clarinetto, violino e vihuela. In quel periodo c'era un piccolo gruppo di musicisti professionisti e poche delle loro canzoni sono sopravvissute. Una delle prime è Ma Teodora, una schiava liberata di Santiago, famosa per le sue canzoni. Si dice che il pezzo si ispiri alle forme ecclesiastiche europee del XVI secolo.
Le radici della musica cubana si trovano principalmente in Spagna e in Africa, ma nel tempo si sono aggiunte influenze da altri paesi. Tra questi sono molto importanti i contributi della Francia (e delle sue colonie nelle Americhe), degli Stati Uniti d'America e di Porto Rico. D'altro canto, la musica cubana ha influenzato gli altri paesi, contribuendo allo sviluppo del jazz e della salsa, ma anche del tango argentino, dell'highlife ganese, dell'afrobeat africano e del nuevo flamenco spagnolo.
La musica cubana è stata influenzata dai rituali e dalle credenze africane, le percussioni sono la parte principale della musica africana, come lo è la melodia per la musica europea. Inoltre, nella tradizione africana, le percussioni sono sempre accompagnate da canti e balli, da un particolare rituale sociale. Il risultato dell'unione delle due tradizioni è una musica creola. Questa creolizzazione della vita a Cuba è avvenuta attraverso il XX secolo, in cui le danze, la musica e le credenze africane si sono integrate con quelle europee, per creare le forme di musica popolare che oggi sono presenti a Cuba.

## Dal XVIII al XX secolo

### Secolo XVIII e XIX
Tra i compositori araldici noti a livello internazionale si ricorda il compositore barocco Esteban Salas y Castro (1725–1803), che passò la maggior parte della vita e insegnare e scrivere musica per la Chiesa. Fu seguito nella Cattedrale di Santiago di Cuba dal prete Juan París (1759–1845). París era un uomo industrioso, nonché importante compositore. Egli incoraggiava eventi musicali di diverse forme.p181
Nel XIX secolo, ci furono molti importanti compositori a Cuba, tra cui Manuel Saumell (1818–1870), il padre dello sviluppo della musica creola a Cuba. Egli aiutò a trasformare la contradanza e mise le basi per l'habanera, per il danzón, per la guajira e la criolla.
"Dopo il lavoro illuminato di Saumell, tutto quello che fu fatto dopo fu solo lo sviluppo delle sue innovazioni, ognuna delle quali influenzò profondamente la storia del movimento nazionale della musica a Cuba." Helio Orovio
Laureano Fuentes (1825–1898) nacque in una famiglia di musicisti e scrisse la prima opera dell'isola intitolata La hija de Jéfe, che fu successivamente allungata sotto il titolo di Seila. Scrisse altri lavori di vario genere. Gaspar Villate (1851–1891) scrisse molte opere ad ampio raggio.p239 José White (1836–1918), un mulatto di padre spagnolo e madre afrocubana, fu compositore e violinista con riconoscimenti internazionali. Egli era in grado di suonare sedici strumenti e visse sia a Cuba che a Parigi. La sua opera più famosa è La bella cubana, una habanera.
Durante la metà del XIX secolo, un giovane musicista americano arrivò a L'Avana: Louis Moreau Gottschalk (1829–1869), il cui padre era un uomo d'affari ebreo di Londra e la madre una creola bianca di tradizioni franco-cattoliche. Gottschalk fu cresciuto principalmente dalla nonna e dalla tata Sally, entrambe dominicane.
Era un prodigio a suonare il piano di cui aveva ascoltato la musica in Congo Square a New Orleans quando era bambino. Il suo periodo a Cuba va dal 1853 al 1862, con brevi visite in Porto Rico e Martinica. Egli compose molti pezzi creoli, come l'habanera Bamboula (Danse de negres) (1844-1845), il cui titolo si riferisce al tamburo afro-cubano; El cocoye (1853), una versione di una meloria ritmica già presente a Cuba; la contradanza Ojos criollos (Danse cubaine) (1859) e una versione di María de la O, che parla di un cantante cubano mulatto. Questi brani utilizzano lo schema ritmico cubano tipico. In uno dei suoi rari concerti suonò il suo brano Adiós a Cuba ricevendo molti applausi. Sfortunatamente lo spartito del brano è andato perso. Nel febbraio del 1860 Gottschalk produsse una grande opera intitolata La nuit des tropiques a L'Avana. Al lavoro c'erano 250 musicisti e un coro di 200 elementi più un gruppo di tumba francesa di Santiago di Cuba. Produsse un nuovo concerto l'anno successivo, con nuovo materiale. Questi spettacoli probabilmente sminuivano qualsiasi altra cosa si fosse vista nell'isola e senza dubbio furono indimenticabili per chi li vide.p147
Successivamente venne Ignacio Cervantes (1847 – 1905), che fu particolarmente influenzato da Gottschalk. Studiò a Parigi e fu molto importante per essere stato il primo a dare un senso di nazionalismo musicale alle sue opere. Aaron Copland una volta si riferì a lui chiamandolo "Chopin cubano" a causa delle sue composizioni al piano. Oggi, la reputazione di Cervantes, rimane legata alle sue famose quarantuno Danzas Cubanas, delle quali Carpentier disse che "occupano il posto che le Norwegian Dances di Grieg o le Slavic Dances di Dvořák occupano nella tradizione musicale dei rispettivi Paesi".

### Il XX secolo e l'arte della musica
I primi anni del XX secolo videro l'inizio dell'indipendenza di Cuba (sia dalla Spagna che dagli Stati Uniti nel 1902).
"Amadeo Roldán (1900–1939) e Alejandro García Caturla (1906–1940) furono musicisti rivoluzionari sebbene la loro musica, oggi, non sia suonata spesso".p354 Entrambi ebbero una parte nell'Afrocubanismo: il movimento che prevedeva di integrare la cultura cubana con le sue origini africane, nata negli anni '20 e analizzata in particolare da Fernando Ortiz.
Roldan nacque a Parigi da una mulatta cubana e padre spagnolo, arrivò a Cuba nel 1919 e divenne un concertista (primo violino) della nuova Orquesta Sinfonica de La Habana nel 1922. In questa occasione incontrò Caturla, appena sedicenne, già secondo violino. I lavori di Roldan includono Overture on Cuban themes (1925), e due balletti: La Rebambaramba (1928) e El milagro de Anaquille (1929). A questi seguirono una serie di Ritmicas e Poema negra (1930) e Tres toques (marcia, riti, danza) (1931). In Motivos de son (1934) ci sono otto brani per voce e strumenti basati sull'insieme di poesie di Nicolas Guillen con lo stesso titolo. Le sue ultime composizioni furono due pezzi per pianoforte intitolati Piezas infantiles del 1937. Roldan morì giovane, a 38 anni, a causa di un carcinoma facciale (era un incallito fumatore).
Dopo il periodo di studio, Caturla visse tutta la sua vita nella piccola cittadina di Remedios, dove divenne un avvocato per contribuire al bilancio familiare. Ebbe molte storie con donne diverse, tutte di colore, da cui ebbe 11 figli, che adottò e mantenne. Il suo lavoro Tres danzas cubanas per orchestra sinfonica fu suonata prima in Spagna nel 1929. Bembe fu premiato a L'Avana lo stesso anno, mentre l'opera Obertura cubana vinse il primo premio alla gara nazionale del 1938. Caturla era un uomo fine, e un esempio di musicista internazionale, riusciva a combinare i temi classici con quelli folkloristici con idee musicali moderne. Fu ucciso a 34 anni da un giovane giocatore d'azzardo che avrebbe dovuto essere condannato solo poche ore dopo.
Gonzalo Roig (1890–1970) fu particolarmente attivo nella prima metà del secolo. Fu compositore e direttore d'orchestra, studiò il piano, il violino e la teoria di composizione musicale. Nel 1922 fu uno dei fondatori della National Symphony Orchestra, che diresse. Nel 1927 fu nominato Direttore della Havana School of Music. Come compositore si specializzò nella zarzuela, una forma di musica teatrale, molto popolare durante la seconda guerra mondiale. Nel 1931 fu cofondatore di una compagnia di Bufo (teatro comico) al Marti Theatre a L'Avana. La sua opera maggiormente conosciuta fu Cecilia Valdés, basata su un famoso romanzo del XIX secolo che trattava di una mulatta cubana. Egli fondò varie organizzazioni e scrisse frequentemente testi riguardanti la musica.
Uno dei più grandi compositori e pianisti cubani del XX secolo fu Ernesto Lecuona (1895–1963). Lecuona compose più di 600 brani, molti dei quali in stile cubano, e fu un pianista di eccezionale bravura. I suoi lavori spaziano tra la zarzuela, i ritmi cubani e afro-cubano, suite, e molti brani divennero degli standard. Alcuni titoli sono Siboney, Malagueña e The Breeze And I (Andalucía). Nel 1942 il suo più grande successo Siempre en mi Corazon fu nominato agli Oscar come Miglior Canzone, che fu vinto quell'anno da White Christmas. L'Orchestra Sinfonica Ernesto Lecuona suonò la première di Lecuona Black Rhapsody durante il Concerto del Cuban Liberation Day a Carnegie Hall il 10 ottobre 1943.
Sebbene a Cuba ci siano stati molti compositori che hanno scritto sia brani classici che brani creoli, la distinzione divenne chiara solo dopo gli anni '60, quando (almeno inizialmente) il regime se la prese con la musica popolare e chiuse molti night-club, mentre supportava finanziariamente la musica classica piuttosto che le forme creole. Da quel momento in poi i musicisti hanno mantenuto la loro carriera scrivendo un solo tipo di musica. Dopo la rivoluzione cubana del 1959, una nuova generazione di musicisti entrò in scena. Tra questi, il più importante fu il chitarrista Leo Brouwer, che portò delle significative innovazioni nella chitarra classica, ed è attualmente il direttore de l'Havana Symphonic Orchestra. La sua direzione nei primi anni '70 del Cuban Institute of Instrumental and Cinematographic Arts (ICAIC) fu lo strumento di formazione e consolidamento del movimento nueva trova. Manuel Barrueco è un altro chitarrista di fama internazionale.

## Musica popolare

### Musica in teatro

#### Bufo
Il teatro Bufo è una forma di commedia satirica, in cui vengono rappresentate le caricature di molti personaggi che si possono incontrare ovunque. Il Bufo trova le sue origini tra il 1800 e il 1815, con una forma chiamata tonadilla. Francisco Covarrubias il caricaturista (1775–1850) fu il padre del Bufo. Negli anni, i personaggi comici che traevano ispirazioni da modelli europei, divennero sempre più cubani. La musica seguì questa trasformazione, dalle baracche degli schiavi e dai quartieri poveri, trovò il suo spazio attravaerso la guaracha:
Una mulata me ha muerto!
Y no prendan a esa mulata?
Como ha de quedar hombre vivo
si no prendan a quien matar!
La mulata es como el pan;
se deber como caliente,
que en dejandola enfriar
ni el diablo le mete el diente!p218
Così il teatro bufo divenne il luogo di nascita della forma musicale tipica cubana: la guaracha.

### Trova

#### Canción
Le radici della canción si trovano nelle forme di musica popolare spagnola come tiranas, polos e boleros. Inizialmente, sebbene fosse scritta dalla popolazione cubana, che si opponeva alle regole gerarchiche, la musica mantenne lo stile europeo di "melodie intricate e scure, testi enigmatici ed elaborati" (Orovio).
Nella seconda parte del XIX secolo, la canción fu influenzata dal movimento dei trovadores. Il risultato fu che nei testi si esprimevano i sentimenti e le aspirazioni del popolo. L'accompagnamento della chitarra fece in modo che la canción si fuse con le altre forme di musica popolare come il bolero. L'elemento distintivo fu che la canción non ebbe mai l'accompagnamento di percussioni afro-cubane come avvenne per le altre forme di musica.

### Il valzer
Il valzer (El vals) arrivò a Cuba nel 1814. Fu il primo ballo nel quale le coppie non erano legate a una sequenza predefinita di passi. Era, ed è tutt'oggi, un ballo con tempo di 3/4 con l'accento sul primo tempo. In origine era considerato sconveniente, poiché le coppie potevano guardarsi in viso, i due ballerini avevano una posizione troppo vicina e potevano parlare senza che gli altri sentissero. Il valzer entrò in tutte le Americhe e la sua popolarità a Cuba durante il XIX secolo è difficile da stimare.
I balli indigeni cubani non prevedevano la chiusura della coppia con coppie che ballavano indipendentemente le une dalle altre, fino all'arrivo del danzón verso la fine del secolo, sebbene la guaracha possa essere considerata un primo esempio. Il valzer ha un'altra caratteristica: è un ballo in cui le coppie si muovono all'interno della pista. Nei balli latini dell'epoca lo spostamento dei ballerini era inusuale, ma si trovano nella conga, nel samba e nel tango.

### Música campesina
La musica rurale di Cuba era suonata e cantata dal popolo. Tutte le forme di música campesina prevedono l'uso della chitarra e delle sue variazioni, ci sono anche delle percussioni, e occasionalmente l'accordion (accordeón de botones). Mentre la forma musicale rimane invariata negli anni, c'è stato un lento declino nella sua popolarità, a causa della perdita di interesse dei giovani. Più tardi, alcuni artisti provarono a rinnovare la música campesina con nuovi stili, musiche, temi e arrangiamenti. Ne è un esempio di successo la musica di Celina González.

### Danzón

#### Danzonete
I primi danzon erano puramente strumentali. Il primo a introdurre il cantante fu Aniceto Diaz, nel 1927 a Matanzas, con la canzone Rompiendo la rutina. Successivamente, il cantante Barbarito Diez entrò a far parte della charanga di Antonio Romeu nel 1935 e, attraverso gli anni, registrò undici album di danzonete. Tutte le forme successive includono un cantante.

### Son

#### Changuí
Changüí è uno stile musicale che nasce all'inizio del XIX secolo nella regione di Guantanamo. Si sviluppò nelle raffinerie della canna da zucchero e nelle comunità rurali popolate dagli schiavi. Changüí combina la struttura e gli elementi della canción spagnola e della chitarra, con i ritmi africani e le percussioni di origine Bantu Arara. Si tratta del predecessore del son montuno che conobbe il suo periodo florido nel XX secolo.
Sembra derivi da uno stile chiamato Nengon. Ma quando possiamo dire che stiamo suonando Changüi e non Nengon? La risposta accademica è che il Changüi si suona con quattro strumenti: Kalimba, Bongo, Tres, Güiro (o Guayo) e uno o più cantanti. C'è da notare che non sono presenti le claves tipiche della ritmica del son, sebbene queste siano sostituite dal tres. È il tres che dona al changui il suo distintivo sound, seguendo la linea melodica della canzone e rinforzando la struttura melodica della chitarra.

## L'eredità africana

### Origine dei gruppi africani a Cuba
Chiaramente, l'origine dei gruppi africani a Cuba è dovuta alla lunga storia di schiavitù presente sull'isola. A confronto con gli Stati Uniti, la schiavitù cominciò molto prima a Cuba e continuò per decenni. Cuba fu l'ultimo Paese delle Americhe ad abolire l'importazione di schiavi e la penultima a liberarli. Nel 1807 il parlamento britannico dichiarò la schiavitù fuorilegge e da allora la Marina britannica cominciò ad intercettare le navi schiaviste portoghesi e spagnole che facevano rotta verso Cuba. Nel 1860 le tratte con Cuba erano quasi sparite; l'ultima nave di schiavi arrivò sull'isola nel 1873. L'abolizione della schiavitù fu annunciata dalla Corona spagnola nel 1880 ed entrò in vigore nel 1886. Due anni più tardi, il Brasile abolì la schiavitù.
Sebbene non sia possibile stimare l'esatto numero di schiavi deportati da ogni regione africana, molti di loro appartengono ai gruppi seguenti, che sono classificati secondo l'impatto culturale che hanno avuto a Cuba:
1. I congolesi dal Congo nel sud-ovest dell'Africa. Furono deportate molte tribù, tutte chiamate Congos a Cuba. La loro religione era il Palo.
2. Gli Oyo o Yoruba dalla moderna Nigeria, noti a Cuba con il nome di Lucumí. La loro religione era conosciuta come Regla de Ocha (circa la via degli spiriti) e la sua versione sincretica è la Santería.
3. I Calibar provenienti da Nigeria e Camerun. Questi gruppi semi-bantú erano noti a Cuba come Carabali, e la loro religione si chiamava Abakuá.
4. I Dahomey, dal Benin. Loro erano i Fon, conosciuti come Arará. Questo era un popolo potente e terribile che praticava sacrifici umani e la schiavitù prima che fosse catturato dagli europei, ma questi comportamenti furono mantenuti nelle navi che li trasportavano nelle Americhe.p100
5. Gli immigrati da Haiti arrivarono in vari periodi storici, e ancora oggi ne arrivano. Vivendo vicino ai francesi, gli africani da Haiti erano un mix di gruppi che generalmente parlavano un creolo basato sul francese. La loro religione era il vudù.
6. Dalla moderna Liberia e dalla Costa d'Avorio arrivarono i Gangá.
7. Il popolo dal Senegal e dalla Gambia, ma include anche persone provenienti dal Sudan; a Cuba sono noti con il nome generico di Mandinga. Il famoso verso Kikiribu Mandinga! si riferisce a loro.

#### Organizzazioni successive
Le radici di molte forme di musica afro-cubana si possono trovare nei cabildos, dei ritrovi sociali auto-organizzati per schiavi africani; ogni cabildos riuniva una cultura. I cabildos principali erano quattro: gli Yoruba (o Lucumi a Cuba); i congolesi (o Palo a Cuba); i Dahomey (i Fon o Arará). Senza dubbio all'interno di un cabildo erano presenti più culture, più di quelle appena elencate, ma il numero esiguo di persone non ha reso la loro presenza così importante.
I calibidos preservavano le tradizioni culturali africane, anche dopo l'abolizione della schiavitù nel 1886. Allo stesso tempo, le religioni africane venivano trasmesse di generazione in generazione attraverso Cuba, Haiti e le altre isole caraibiche, fino al Brasile. Il termine Santeria fu introdotto quendo gli spiriti delle religioni africani si fusero con i santi cattolici, specialmente tramite quelle persone che erano sia battezzate che iniziate, quindi erano membri ufficiali di entrambe le religioni. Gli stranieri tendono ad usare questa parola indiscriminatamente fino a farla diventare un termine che va bene per tutte le religioni, un po' come la parola salsa lo è per la musica.p171; p258
I ñáñigos a Cuba o Carabali nelle società segrete Abakuá erano il gruppo più terrificante; anche gli altri neri avevano paura di loro:
"Ragazza, non parlarmmi dei ñáñigos! Sono cattivi. Il carabali hanno il male dentro. E i ñáñigos di una volta, quando ero bambina, non sono quelli di oggi... hanno mantenuto i loro segreti, come in Africa"

#### La musica sacra africana a Cuba
Tutte queste culture africane avevano le loro tradizioni musicali, che sopravvivono non integralmente tuttora, ma lo stile generale si è mantenuto. Le meglio preservate sono le religioni politeistiche, dove, anche a Cuba, gli strumenti, il linguaggio, i canti, i balli e le loro interpretazioni sono ben preservate. In quale altro Stato delle Americhe è possibile trovare le cerimonie religiose tenute ancora nell'antico linguaggio dell'Africa? Questo succede senza dubbio nelle cerimonie dei Lucumí, anche se, ovviamente, il linguaggio ha subito delle modifiche. Quello che unifica tutte le forme di musica africana è l'insieme delle percussioni poliritmiche, la voce (frase-e-risposta) e la danza in un insieme sociale ben definito e l'assenza di strumenti melodici di tipo europeo o arabo.
Non esistono registrazioni, né testi scritti di musica sacra africana fino a dopo la Seconda Guerra Mondiale. Dietro ai culti, alla musica, alle canzoni, alla danza e alle cerimonie c'era (e c'è) l'iniziativa del cuore, incluso per quel che riguarda le procedure cerimoniali. Le esperienze sono private per ogni iniziato, come racconta l'etnologista Fernando Ortiz, che dedicò gran parte della sua vita ad analizzare l'influenza della cultura africana a Cuba. La prima descrizione dettagliata delle percussioni, delle canzoni e dei canti si trova infatti nel suo miglior lavoro.
Ora esistono molte registrazioni che testimoniano le preghiere agli orishas. Molte cerimonie sono ancora proibite a chi non è membro della religione, sebbene ne esistano alcune descrizioni.

### Altre forme
Gli immigrati di colore da Haiti si stabilirino a est dell'isola e crearono un loro particolare stile di musica, chiamato tumba francesa, che usa un particolare tipo di tamburo, di danza e di suoni. Tale genere sopravvive tutt'oggi a Santiago di Cuba.

## Diversificazione e popolarizzazione

### Anni '20 e anni '30
l Son arrivò a L'Avana all'inizio del XX secolo. Dagli anni '20 fu uno dei balli più popolari di Cuba: i dischi del Sexteto Boloña sono del 1918. Negli anni '30 i dischi del Septeto Nacional e del Trío Matamoros fecero il giro del mondo. Il Son fu urbanizzato, con l'aggiunta le trombe e nuovi strumenti, che aiutarono a influenzare tutte le forme di musica successive. A L'Avana furono importanti anche la musica popolare americana e il jazz che venivano trasmessi via radio.
I sextetos lasciarono il posto ai septetos, che includevano la chitarra o il tres, la marímbula o il contrabbasso, i bongos, le claves e le maracas. La tromba fu introdotta alla fine degli anni '20 per aumentare la sonorità. I cantanti improvvisavano le melodie per impreziosire il ritmo base della clave. Il son ha sempre avuto un ampio raggio di interpretazioni, dallo stile dell'Oriente, dove i brani potevano essere afro-cubani, con riferimenti a santi e rituali, a quello delle sale da ballo come per il gruppo Conjunto Palmas y Canas. Il son è ancora suonato dai trova, dai conjuntos e dalle big band.

#### La musica cubana entra negli Stati Uniti
Nel 1930 Don Azpiazú fu il primo a vendere un milione di copie del suo disco di musica cubana: il Peanut Vendor (El Manisero), con Antonio Machín come cantante. Questi brani furono orchestrati e suonati in un teatro di New York prima di essere incisi, il che sicuramente fece molta pubblicità. I Lecuona Cuban Boys divennero il gruppo cubano più famoso: furono tra i primi ad usare le congas nel conjunto e resero popolare il ballo della Conga. Nel 1941 Desi Arnaz rese popolare i comparsa (simili alla conga) negli Stati Uniti, con la canzone Babalù.
Successivamente Machito e Miguelito Valdés sbarcarono a New York. Nel 1923, New York fu città Natale di uno dei maggiori direttori d'orchestra e musicista di impronta cubana: Tito Puente.

### Anni '40 e anni '50
Negli anni '40, Chano Pozo fece parte della bebop revolution del jazz, suonando la conga con Dizzie Gillespie e Machito in New York City. Il jazz cubano cominciò molto prima, a L'Avana tra il 1910 e il 1930.
Arsenio Rodríguez, uno dei maggiori suonatori di tres e leader di un conjunto, enfatizzò le radici africane del son adattando lo stile guaguanco e aggiungendo la campana e la conga nella sezione ritmica. Inoltre "promosse" il tres a strumento da assolo.
Alla fine degli anni '30 e nei '40, il gruppo Arcaño y sus Maravillas aggiunse un montuno come nel son, trasformando la musica suonata dalle charangas.

#### L'era delle big band
Le cosiddette big band sono arrivate a Cuba negli anni '40 e divennero un format dominante che sopravvive ancora oggi. I due maggiori arrangiatori e direttori furono Armando Romeu e Damaso Perez Prado.
Armando diresse l'orchestra Tropicana Cabaret per 25 anni, cominciando nel 1941. Aveva avuto esperienze in America suonando con gruppi jazz e aveva completa padronanza delle forme musicali cubane. Nelle sue mani il Tropicana non solo musica afrocubana, ma anche altri generi di musica popolare come pure il cuban jazz e le composizioni delle big band americane. Successivamente diresse la Orquesta Cubana de Musica Moderna.
Damaso fu molto famoso non solo a Cuba, è l'autore di molte hits e vendette più dischi di qualsiasi altro musicista in quell'epoca. Era il pianista e l'arrangiatore dell'orchestra Casino de la Playa nel 1944. Introdusse subito nuovi elementi nel suo sound. L'orchestra si avvicinò allo stile afrocubano e, allo stesso tempo, Prado prese spunto da Stravinsky e da Stan Kenton. Dal momento in cui lasciò l'orchestra nel 1946 cominciò a mettere insieme gli elementi della sua big band.
"Soprattutto, dobbiamo considerare il lavoro di Prado come arrangiatore, o meglio, compositore e arrangiatore, e l'influenza che esercitò su molti altri arrangiatori cubani seguenti."p86
Benny Moré, considerato da molti il miglior cantante cubano di tutti i tempi, ebbe il suo apice negli anni '50. Possedeva un'innata musicalità e una voce da tenore molto fluida che egli "colorava" con la sua grande espressività. Sebbene non fosse in grado di leggere gli spartiti musicali, Moré fu un master in ogni genere, compreso son montuno, mambo, guaracha, guajira, cha cha cha, afro, canción, guaguancó, e bolero. La sua orchestra, la Banda Giganta e la sua musica, sono lo sviluppo flessibile e fluido dell'orchestra di Prado, con il quale aveva lavorato tra il 1949 e il 1950.

### Anni '60 e '70
La musica cubana moderna è nota per la sua tendenza a mescolare generi diversi. Per esempio, negli anni '70 Los Irakere usò i tamburi batà nelle big band, creando il son-batá o batá-rock. Più tardi altri artiscti crearono il mozambique, che unisce conga e mambo, o la batá-rumba che unisce la rumba con i tamburi batà. I nuovi generi includono elementi di hip hop, jazz e rock and roll

#### La Cuba rivoluzionaria e gli esiliati cubani
Il trionfo della rivoluzione cubana del 1959 costrinse molti musicisti a trasferirsi a Porto Rico, in Florida e a New York, mentre a Cuba gli artisti e il loro lavoro vennero messi sotto la "protezione" dello stato socialista e sotto il monopolio della compagnia discografica statale: EGREM. Il governo di Castro abolì le leggi sul copyright, chiuse molti locali in cui si suonava musica popolare e indirettamente licenziò molti musicisti.p202 Questo ebbe effetti deleteri sull'evoluzione della musica popolare.
Molti musicisti ora studiano musica classica e non musica popolare. Tutti i musicisti hanno un impiego statale e hanno frequentato conservatori statali. A Cuba, il movimento dei Nueva Trova, che comprende Pablo Milanés, riflette gli ideali della nuova sinistra. Lo Stato possiede il Tropicana Club, che continua ad essere lucrativo a causa della sua attrattività turistica, fin dal 1968, quando chiusero tutti gli altri night club (riaperti solo con la rinascita del turismo).p202 Il turismo fu inesistente per tre decenni dopo la rivoluzione e la musica cubana si suonava nei locali Casas de la Trova. I musicisti, se possedevano un lavoro stabile, erano pagati dallo Stato solo dopo aver conseguito un diploma. Quando cadde l'Unione Sovietica nel 1991, Cuba perse i suoi supporti e le cose cominciarono a cambiare. Il turismo tornò a essere benvisto e la musica popolare divenne un'attrazione. Ai musicisti è anche permesso fare tournée all'estero, i che permette di uscire dal circuito controllato dallo Stato.
Gli artisti che subirono l'esilio furono molti, ricordiamo: Celia Cruz e l'intero conjunto con cui suonava: i Sonora Matancera, 'Patato' (Carlos Valdes), Cachao, La Lupe, Arturo Sandoval, Willy Chirino, La Palabra, Paquito D'Rivera e Gloria Estefan. Molti di loro, specialmente Celia Cruz, divennero associati ai gruppi anti-rivoluzionari ed essendo non persone i loro nomi sono omessi nei libri "ufficiali" cubani e i loro dischi non sono mai stati venduti a Cuba.

### Dagli anni '80 a oggi
Il son rimane la forma base di tutta la musica cubana. Il son è suonato da molti gruppi come Septeto Nacional, riunito nel 1985, Orquesta Aragón, Orquesta Ritmo Oriental e Orquesta Original de Manzanillo. Il gruppo Sierra Maestra è famoso per aver riportato in vetta il son negli anni '80. Anche il movimento dei Nueva Trova ha influenzato questa tendenza, ma i temi politici che avevano accompagnato gli anni '60 erano ancora proibiti. Nel frattempo, Irakere fuse la musica tradizionale con il jazz, mentre gruppi come gli NG La Banda, gli Orishas e i Son 14 continuarono ad aggiungere elementi nuovi al son, specialmente prendendo spunto dall'hip hop e dal funk. Si forma così la timba; questo processo fu accompagnato dalla comparsa di strumenti musicali elettronici. Ci sono ancora molti musicisti che suonano il son montuno, come Eliades Ochoa, che registrò dischi e fece una tournée mondiale dopo il successo dei Buena Vista Social Club.
Negli anni '90, l'interesse mondiale crebbe, in coincidenza con la caduta dell'URSS. L'economia dell'isola si aprì al turismo. L'Orquesta Aragón, La Charanga Habanera e Cándido Fabré y su Banda furono presenti sulle scene mondiali per molto tempo, contribuendo alla popolarità della timba.

#### Rap/Hip-Hop/Reggaeton
Dopo la caduta dell'Unione Sovietica, l'economia cubana vide un declino. La povertà divenne un problema pesante e negli anni '90 alcuni cubani cominciarono a protestare per questa situazione utilizzando il rap e l'hip hop. I rapper divennero una rivoluzione all'interno della rivoluzione.. Il governo decise quindi di porre rimedio al problema povertà. Il turismo fu incoraggiato e i locali in cui si suonava musica cubana vennero riaperti per attrarre visitatori. Quando nacque l'hip hop, il governo si oppose all'immagine volgare che accompagnava i rapper, solo nel 1999 si decise che era meglio tenere l'hip hop sotto l'influenza statale del Ministro della Cultura come un'"autentica espressione della Cultura Cubana".
Diversamente dalla salsa, che è uno stile indigeno, la musica rap ha origini culturali estere. Sebbene alcuni gruppi rap hanno promesso a sé stessi di mantenere intatta la vera essenza dell'hip hop, altri (come gli Orishas) sono stati criticati per aver utilizzato i ritmi della salsa per attrarre pubblico.
Come l'hip hop, anche il Reggaeton viene da un altro Paese: il Porto Rico. Il governo e il Ministro della Cultura hanno deciso che il reggaeton non debba essere usato nelle feste o nelle discoteche, ma nonostante gli sforzi e grazie al web, i cantanti rispondono alle critiche attraverso le loro canzoni.

#### Il Governo e l'Hip-Hop
L'approvazione da parte del governo dell'hip hop è qualcosa che va fuori dall'ordinario. I rapper cercano di invogliare il Ministero della Cultura nella produzione e nella promozione della loro musica, che altrimenti sarebbe impossibile da realizzare. Nel 2002 la Cuban Rap Agency cominciò a sviluppare il mercato con un'etichetta sponsorizzata dallo Stato, una rivista e un festival.
Il governo dà ai gruppi rap e hip hop la possibilità di emergere sui mass media e pretende che essi presentino il governo in modo positivo. Gli artisti parlano della vita quotidiana a Cuba. Comunque, molti critici credono che la Cuban Rap Agency voglia nascondere la vera opinione dei rapper riguardo al governo. D'altra parte il governo riconosce che la crescente popolarità del genere musicale non permette di eliminarlo.